# Rafael Urdaneta
Rafael José Urdaneta y Faría (Maracaibo, Veneçuela, 24 d'octubre de 1788 – París, 23 d'agost de 1845), militar i polític veneçolà. President de la Gran Colòmbia (5 de setembre de 1830 - 3 de maig de 1831).
Procedent d'una família criolla aristocràtica d'origen espanyol, serví inicialment per a la casa reial espanyola. Després de la declaració d'independència de 1810 a Bogotà, Urdaneta s'uní a les forces patriotes i aviat esdevingué un dels consellers més propers de Simón Bolívar. Fou nomenat general dels exèrcits de Bolívar.
Dins la Gran Colòmbia, Urdaneta fou nomenat ministre de defensa i assumí la presidència de la República poc abans de la dissolució definitiva de l'estat. Posteriorment s'exilià a França.